# North Street
North Street, ook bekend onder de naam Impact Arena, is een voetbalstadion in Alfreton, Derbyshire. Het stadion is de thuisbasis van Alfreton Town, die haar wedstrijden in het seizoen 2015-16 zal afwerken in de National League North. De Capaciteit van het stadion bedraagt in totaal 3.600, waarvan 1.500 zitplaatsen.